# Fernöstliche Herzblume
Die Fernöstliche Herzblume (Dicentra peregrina) ist eine Pflanzenart aus der Gattung der Herzblumen (Dicentra) in der Familie der Mohngewächse (Papaveraceae).

## Beschreibung
Die Fernöstliche Herzblume ist eine ausdauernde, krautige Pflanze, die Wuchshöhen von 8 bis 20 Zentimeter erreicht. Sie bildet ein kurzes Pleiokorm-Rhizom aus mit vielen Wurzeln. 
Die grundständigen Laubblätter lang gestielt. Der Umriss der „bereiften“ Blattspreite ist verkehrt-eiförmig. Sie ist zweifach dreizählig gefiedert mit zerschnittenen Blättchen, ihre schmalen, teils stachelspitzigen Abschnitte sind dicht gedrängt, verkehrt-eilanzettlich oder lanzettlich bis länglich und 0,7 bis 2 Millimeter breit.
Die großen und kurz gestielten Blüten sind zwittrig mit doppelter Blütenhülle. Je drei bis fünf (selten bis 18) Blüten sind zu einem einfachen, traubigen Blütenstand angeordnet. Der Blütenstiel ist 1,5- bis 2-mal so lang wie die Blüte. Es sind kleine Tragblätter vorhanden. Die zygomorphe, herzförmig Blüte weist eine Länge von 20 bis 25 Millimeter und eine Breite von 8 bis 12 Millimeter auf. Es sind 2 kleine Kelchblätter vorhanden. Die äußeren zwei großen Kronblätter sind weiß bis purpurn. Ihre Spitzen sind 12 Millimeter lang und stark zurückgebogen. Der Sporn ist kurz. Die inneren, kleineren Petalen sind aufrecht und oben löffelförmig. Es sind 4 Staubblätter ausgebildet, jeweils ein ganzes und zwei „halbe“ bilden ein verwachsenes. Der einkammerige Fruchtknoten ist oberständig, die breite Narbe ist gehörnt. Es sind Nektarien im Sporn an der Staubfadenbasis vorhanden.

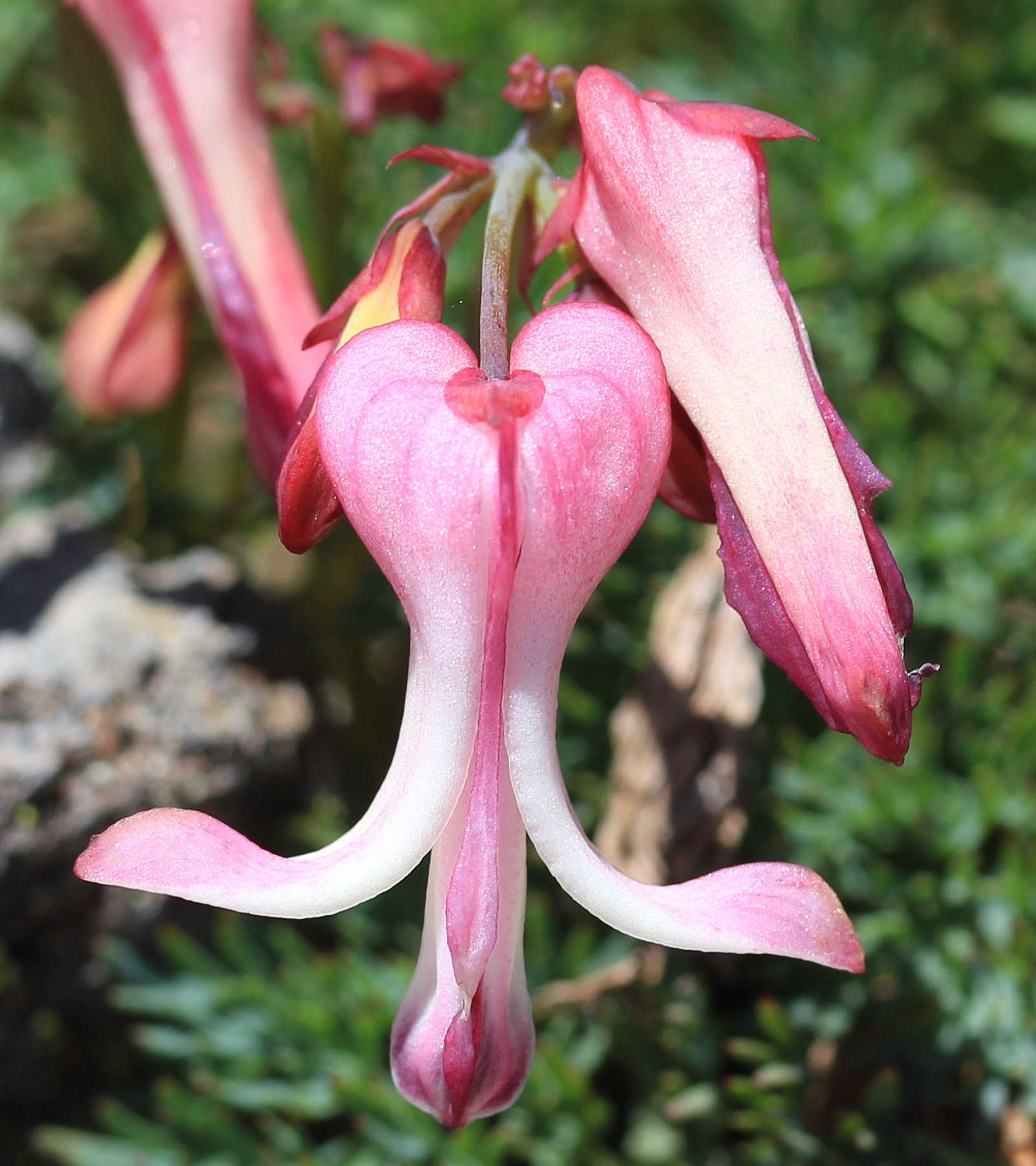
Blüten

Die Blütezeit liegt im Juni, selten reicht sie bis in den Juli. Es werden kleine, vielsamige und geschnäbelte Kapselfrüchte mit Perianthresten gebildet. Die schwarzen Samen mit Elaiosom sind etwa 2 Millimeter groß.
Es ist eine je nach Region sehr variable Art.
Die Chromosomenzahl beträgt 2n = 16.

## Vorkommen
Die Fernöstliche Herzblume kommt in Fernost auf der Tschuktschen-Halbinsel, auf Kamtschatka, auf Sachalin und in Japan (Hokkaido und Honshu) auf steinig-sandigen Abbrüchen, Felsen, Flusskies und Schotterrücken vor.

## Nutzung
Die Fernöstliche Herzblume wird selten als Zierpflanze in Steingärten genutzt. Ihre Blüten sind ähnlich wie jene des Tränenden Herzens.